# 도사 닛키

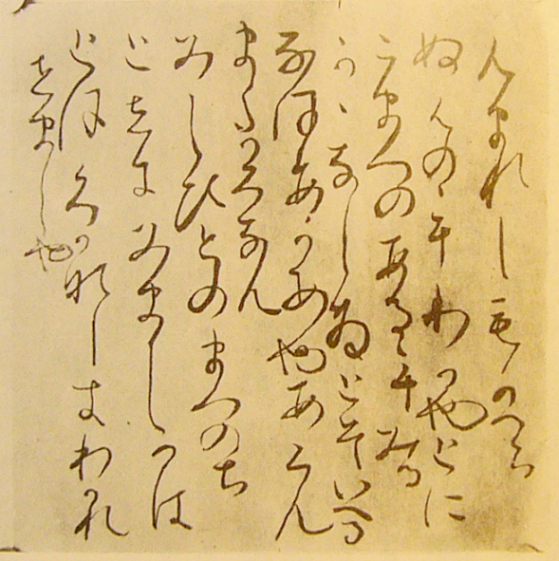

도사 닛키(土佐日記)는 기노 쓰라유키가 도사노쿠니에서 교토로 귀경하는 중에 일어난 일들이나 생각 등을 쓴 일기다. 성립은 935년(조헤이 5년)경으로 알려져 있다.

## 개요
930년(엔초 8년)부터 934년(조헤이 4년) 도사노쿠니의 고쿠시(国司)였던 기노가, 임기를 마치고 도사로부터 수도로 가는 55일간의 기행을 가나문으로 적었다.
57수의 와카도 포함되어 있다.
내용은 여러가지이나, 중심이 되는 것은 도사노쿠니에서 죽은 딸을 생각하는 심정, 그리고 일정이 늦어짐에 따라 귀경을 서두르는 마음이다.
일본 문학사상, 거의 첫 『일기 문학』이나, 현대에서 말하는 일기라기보다 기행문에 가까운 요소도 가지고 있다. 이후로 가나에 의한 표현, 특히 여성 문학의 발달에 큰 영향을 끼쳤다.
또 문학사 상의 의의로서, 일본문학사 상 처음으로 해학 표현을 쓴 점도 특별하게 여겨지고 있다.